# Julius von dem Bussche-Haddenhausen

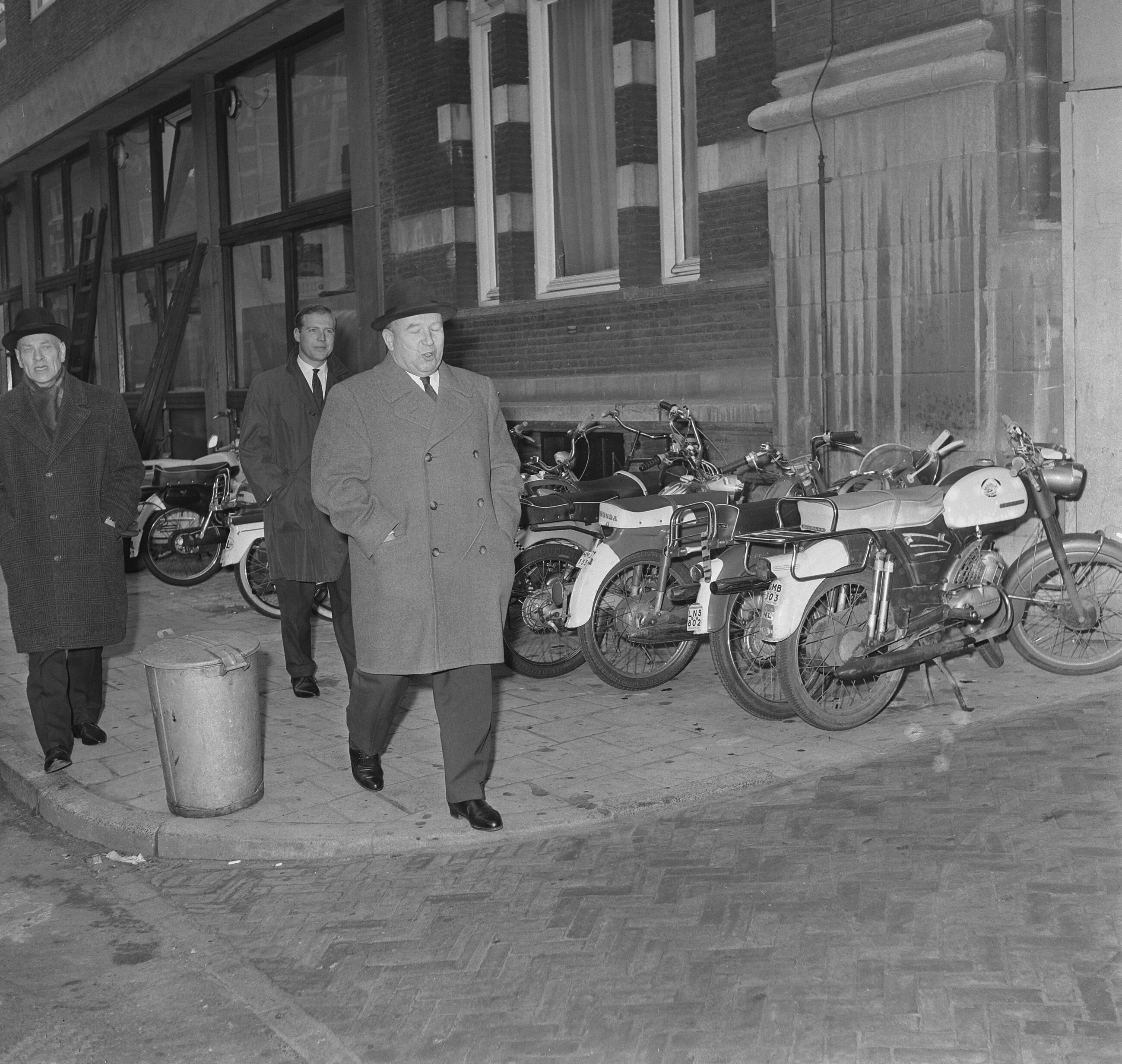
Julius von dem Bussche-Haddenhausen (Foto: 1966)

Julius Eberhard Arthur Karl Freiherr von dem Bussche-Haddenhausen (* 10. März 1906 in Döbeln; † 1977 auf Gut Dötzingen bei Hitzacker) war ein deutscher Gutsbesitzer und Politiker.

## Leben
Julius von dem Bussche war der einzige Sohn des Gutsbesitzers, Offiziers und Trägers des Ordens Pour le Mérite Georg Freiherr von dem Bussche-Haddenhausen (1869–1923) und der Gabriele, geb. Freiin von dem Bussche-Ippenburg (1877–1973). Er studierte Landwirtschaft an der Georg-August-Universität Göttingen. 1925 wurde er Mitglied des Corps Saxonia Göttingen. Im Anschluss an das Studium in Göttingen absolvierte er eine praktische Ausbildung in der Land- und Forstwirtschaft und studierte drei weitere Semester an der Forstakademie Eberswalde. Im Herbst 1929 übernahm er die Leitung seines Guts Dötzin bei Hitzacker. Am Zweiten Weltkrieg nahm er als Reserveoffizier, zuletzt als Hauptmann der Reserve teil.
Nach dem Kriegsende engagierte sich von dem Bussche insbesondere in der Kommunalpolitik seiner Heimat. Von 1949 bis 1972 war er Bürgermeister von Hitzacker und von 1956 bis 1968 Landrat des Landkreises Lüchow-Dannenberg. Er gehörte der Deutschen Partei und später der Freien Demokratischen Partei an. 1957 kandidierte er auf Platz 26 der Landesliste Niedersachsen der Deutschen Partei stehend im Bundestagswahlkreis Lüneburg – Dannenberg zum Deutschen Bundestag.
Er war verheiratet mit Anna-Elisabeth von Pfuel (1909–2005), Schwester des Curt-Christoph von Pfuel, und war der Bruder der Gosta von dem Bussche-Haddenhausen (1902–1996), Mutter des Claus von Amsberg, Prinzgemahl der niederländischen Königin Beatrix.